# Сметанинское сельское поселение (Кировская область)
Сметанинское сельское поселение — упразднённое муниципальное образование в составе Санчурского района Кировской области России.
Административный центр — село Сметанино.

## История
Сметанинское сельское поселение образовано 1 января 2006 года согласно Закону Кировской области от 07.12.2004 № 284-ЗО. Упразднено Законом Кировской области от 03.04.2019 № 246-ЗО, объединившем все сельские поселения района.

## Население
| 2010 | 2012 | 2013 | 2014 | 2015 | 2016 | 2017 |
| ---- | ---- | ---- | ---- | ---- | ---- | ---- |
| 825  | ↘780 | ↘746 | ↘736 | ↘700 | ↗702 | ↘675 |
| 2018 | 2019 |      |      |      |      |      |
| ↘637 | ↘620 |      |      |      |      |      |

## Состав
В состав поселения входило 42 населённых пункта (население, 2010):
| - село Сметанино — 307 чел.; - деревня Актаиха — 0 чел.; - починок Александровский — 12 чел.; - выселок Александровский — 0 чел.; - починок Аннинский — 0 чел.; - деревня Большая Удюрма — 13 чел.; - деревня Большое Поле — 0 чел.; - деревня Большой Краснояр — 5 чел.; - деревня Булдыгино — 0 чел.; - деревня Ведерниково — 10 чел.; - деревня Витьюм — 0 чел.; - деревня Замятино — 5 чел.; - деревня Заозерье — 77 чел.; - деревня Заозерье-Малое — 0 чел.; | - деревня Зимнячка — 0 чел.; - деревня Изинур — 0 чел.; - деревня Икманур — 0 чел.; - деревня Казанские — 0 чел.; - деревня Кайны — 0 чел.; - деревня Козьмино — 2 чел.; - деревня Колотово — 93 чел.; - деревня Кочугаево — 0 чел.; - село Кувшинское — 167 чел.; - деревня Лаптево — 0 чел.; - деревня Леонтьево — 0 чел.; - деревня Марийское Тарасово — 4 чел.; - деревня Мельниково — 70 чел.; - деревня Михайловские — 0 чел.; | - деревня Мурлыковка — 0 чел.; - деревня Овчинкино — 0 чел.; - деревня Павлово — 12 чел.; - деревня Парфеново — 0 чел.; - деревня Позиково — 22 чел.; - деревня Русское Тарасово — 13 чел.; - деревня Силино — 0 чел.; - деревня Сухоречье — 7 чел.; - деревня Тарханы — 0 чел.; - деревня Чернышово — 3 чел.; - деревня Чесноки — 0 чел.; - деревня Шутово — 3 чел.; - деревня Яндукино — 0 чел.; - деревня Яранцево — 0 чел. |